# Álvaro Pachón de la Torre
Álvaro Pachón de la Torre (Bogotá, 1906 - íb. 21 de marzo de 1953), llamado El narrador indiscreto, fue un periodista y político colombiano, miembro del Partido Liberal Colombiano.
Fue corresponsal del diario El Universal y La Prensa en Nueva York, y a su regreso a Colombia en 1942, fundó el proyecto antibélico revista Contra–ataque en el marco de la Segunda Guerra Mundial. Luego se convirtió en columnista del diario El Liberal, propiedad de Ignacio Cano López de Mesa.
Pachón destacó como periodista liberal de la mano de su amigo y socio Guillermo Cano, convirtiéndose en columnista del diario El Espectador, donde creó el magazín Dominical en 1948. Con el ascenso de Cano a la dirección del periódico en 1953, Pachón pasó a dirigir el magazín.